# Microscopio de efecto de campo

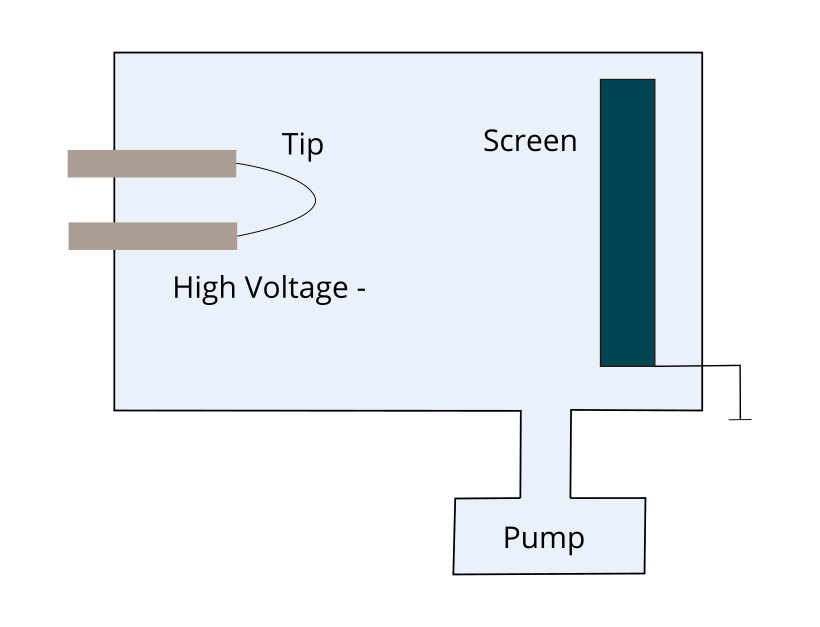
FEM: microscopio de efecto de campo 'experimental

Un  microscopio de efecto de campo  (microscopio/proyector de electrones), es la forma más simple de microscopio electrónico. En este microscopio se utiliza un fuerte campo eléctrico para generar una  emisión por efecto de campo  con obtención de imágenes. El primer microscopio fue construido en 1936, por el físico alemán Erwin Müller.

## Construcción
Colocado en un cátodo de vidrio vacío en forma de hoja, con un radio de curvatura muy pequeño o esquina montado se coloca en un matraz con el fondo recubierto con fósforo. El ánodo está recubierto con un material conductor o una superficie lateral del recipiente con un anillo de metal colocado en el camino del cátodo - la pantalla.
Aplicando un voltaje de varias decenas de miles de voltios entre el cátodo y el ánodo, se provoca una intensidad de campo cerca de la punta de millones de voltio/m, que da lugar a la emisión por efecto de campo desde el cátodo. Los electrones emitidos son acelerados a un ventilador campo aplicado radialmente formando una imagen en la punta del cátodo.
Este tipo de microscopio se utiliza para estudiar la prueba de emisiones, la observación de los cristales y sus defectos, por pruebas de adsorción y el movimiento de los átomos adsorbidos.
Estos microscopios iniciaron la construcción de otros microscopios electrónicos.